# Thompson (fiume)
Il Thompson è un fiume del Canada che scorre nella Columbia Britannica. È un tributario del Fraser.